# Cytosin
Cytosin (C, Cyt) ist eine der vier Nukleinbasen in der DNA und RNA, zusammen mit Adenin, Guanin und Thymin (Uracil in RNA). Es ist eine heterocyclische organische Verbindung mit einem Pyrimidingrundgerüst und zwei Substituenten (Aminogruppe an Position 4 und Sauerstoffatom an Position 2). Das Nukleosid von Cytosin ist das Desoxycytidin in der DNA und das Cytidin in der RNA. In der Watson-Crick-Basenpaarung bildet es drei Wasserstoffbrücken mit Guanin.

## Geschichte, Gewinnung und Darstellung
Das Cytosin wurde zuerst im Jahr 1894 von dem späteren Nobelpreisträger Albrecht Kossel und seinem Assistenten Albert Neumann aus der Thymusdrüse von Kälbern gewonnen.
1903 wurde die chemische Struktur durch Albrecht Kossel in Zusammenarbeit mit Hermann Steudel aufgeklärt und die erste erfolgreiche Synthese durchgeführt.

## Eigenschaften

### Physikalische Eigenschaften
Cytosin bildet farblose Plättchen mit einem Schmelzpunkt von über 300 °C. Es löst sich in siedendem Wasser und Ethanol mäßig, es ist unlöslich in Diethylether.
Cytosin ist tautomer, wobei die 1H-Form überwiegt.
|                       |                       |
| Cytosin (1H-Tautomer) | Cytosin (3H-Tautomer) |

### Chemische Eigenschaften
Cytosin besitzt aufgrund des planar gebauten Rings mit sechs delokalisierten π-Elektronen aromatische Eigenschaften.
Die Verbindung kann relativ leicht, zum Uracil desaminieren.

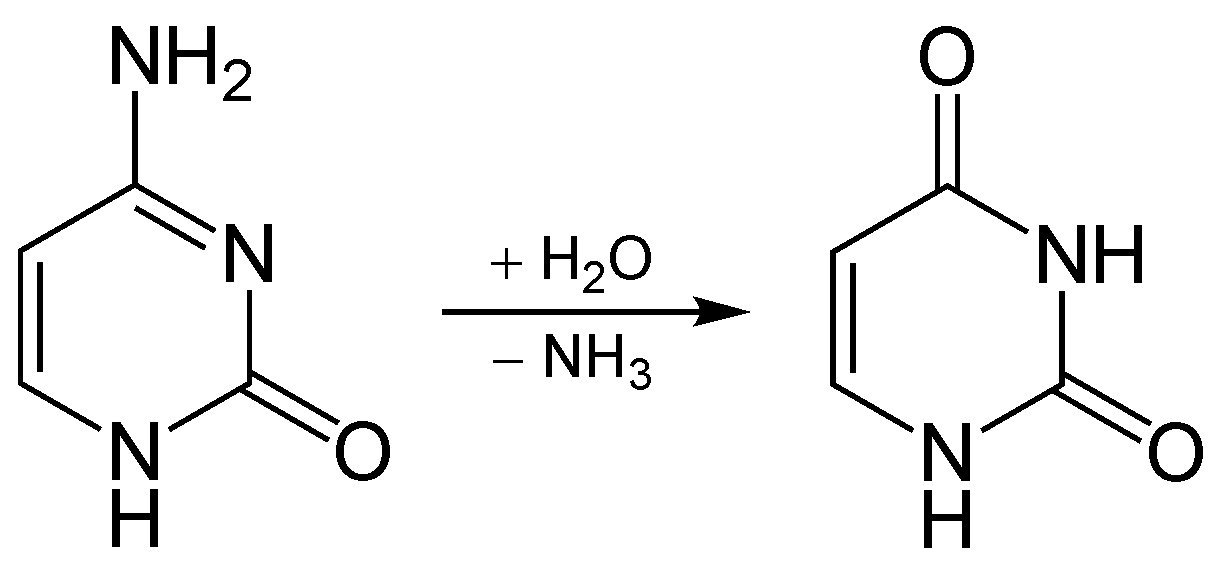
Desaminierung von Cytosin zu Uracil

## Biologische Bedeutung
Cytosin kann Bestandteil der DNA, RNA oder verschiedener Nukleoside und Nukleotide sein.

### Nukleoside
Über das N1-Atom des Ringes kann Cytosin an das C1-Atom der Ribose N-glycosidisch gebunden werden; man spricht dann von einem Nukleosid, dem Cytidin. Bei der Bindung an Desoxyribose entsteht das Nukleosid Desoxycytidin. Wird Cytosin jedoch über das C5-Atom des Ringes an das C1-Atom der Ribose C-glycosidisch gebunden, dann entsteht das synthetische Pseudocytidin. Das Cytarabin enthält – im Gegensatz zu den meisten Nukleosiden – anstelle der Ribose die Arabinose.
|            |                   |                   |                 |
| Cytidin, C | Desoxycytidin, dC | Pseudocytidin, ψC | Cytarabin, araC |

### Nukleotide
Über die Phosphorylierung des Cytidins am C5-Atom der Ribose gelangt man zu den wichtigen Nukleotiden Cytidinmonophosphat (CMP), Cytidindiphosphat (CDP) und Cytidintriphosphat (CTP), oder analog für das Desoxycytidin zu Desoxycytidinmonophosphat (dCMP), Desoxycytidindiphosphat (dCDP) und Desoxycytidintriphosphat (dCTP).

Strukturformel von CTP

Als Cytidintriphosphat (CTP) dient es als Kofaktor für diverse Enzyme und kann seine Phosphatgruppe an ADP zum Aufbau von ATP abgeben.

### Bestandteil der DNA und RNA
In der DNA-Doppelhelix bildet Cytosin über die Oxogruppe, das N3-Atom und die Aminogruppe drei Wasserstoffbrücken mit der zugehörigen Guanin-Base des komplementären Stranges aus.

Strukturformel eines G-C-Basenpaars

In die methylierte Form 5-Methylcytosin wird es durch Cytosin-spezifische Methyltransferasen umgewandelt.

## Verwandte Verbindungen
| Strukturformel von 1-Methylcytosin | Strukturformel von 3-Methylcytosin | Strukturformel von 5-Methylcytosin | Strukturformel von 5-Hydroxymethylcytosin | Strukturformel von N4-Methylcytosin | Strukturformel von N4,N4-Dimethylcytosin | Strukturformel von Isocytosin, 3H-Tautomer | Strukturformel von Fluorcytosin | Strukturformel von 5-Chlorcytosin | Strukturformel von Bromcytosin | Strukturformel von 5-Iodcytosin | Strukturformel von 5-Hydroxycytosin |
| 1-Methylcytosin                    | 3-Methylcytosin                    | 5-Methylcytosin                    | 5-Hydroxymethylcytosin                    | N4-Methylcytosin                    | N4,N4-Dimethylcytosin                    | Isocytosin                                 | 5-Fluorcytosin                  | 5-Chlorcytosin                    | 5-Bromcytosin                  | 5-Iodcytosin                    | 5-Hydroxycytosin                    |